# Lynn (Massachusetts)
Lynn is een plaats (city) in de Amerikaanse staat Massachusetts, en valt bestuurlijk gezien onder Essex County.

## Demografie
Bij de volkstelling in 2000 werd het aantal inwoners vastgesteld op 89.050.
In 2006 is het aantal inwoners door het United States Census Bureau geschat op 87.991, een daling van 1059 (-1.2%).

## Geografie
Volgens het United States Census Bureau beslaat de plaats een oppervlakte van
34,9 km², waarvan 28,0 km² land en 6,9 km² water. Lynn ligt op ongeveer 12 m boven zeeniveau.

## Plaatsen in de nabije omgeving
De onderstaande figuur toont nabijgelegen plaatsen in een straal van 8 km rond Lynn.

## Bekende inwoners van Lynn

### Geboren
- Walter Brennan (1894-1974), acteur
- Ruth Roman (1922-1999), actrice
- Frederick Herzberg (1923–2000), psycholoog
- Mike Jeffries (1962), voetballer
- Jack Noseworthy (1969), acteur
- Alex Newell (1992), acteur en zanger

### Overleden
- Karel Van de Poele (Lichtervelde,1846-1892), uitvinder

### Woonachtig (geweest)
- Frederick Douglass (1818-1895), abolitionist, redacteur, publicist, politicus en hervormer